# Villardefrades
Villardefrades – gmina w Hiszpanii, w prowincji Valladolid, w Kastylii i León, o powierzchni 36,22 km². W 2011 roku gmina liczyła 189 mieszkańców.